# Incidente dell'Avro Lancaster della Royal Air Force del 1948
Il volo RAF Luqa - Mawgan venne effettuato dalla RAF il giorno venerdì 3 settembre 1948 con un Avro Lancaster B Mk III GR che si schiantò sulle pendici del Colle dei Lecci nell'isola di Montecristo (a circa 300 m di altitudine); nello schianto e nel conseguente incendio perirono tutti i sette occupanti dell'aereo.

## L'aereo
L'aereo era un Avro Lancaster B Mk III GR, marche TX269, entrato in servizio a settembre 1945 con motori RR Merlin 224; il suo indicativo di chiamata era RL-N. Apparteneva al 38º squadrone RAF di stanza all'aeroporto maltese di Luqa. Nell'incidente andò completamente distrutto.

## L'incidente
L'aereo venne dato per disperso durante un'esercitazione militare congiunta anglo-statunitense, poco dopo le ore 00:00 del 3 settembre 1948, durante un volo dalla base di Luqa (Malta) a quella di Mawgan (Cornovaglia, nei pressi di Newquay).
L'equipaggio di un motoveliero in navigazione verso Porto Santo Stefano ebbe modo di osservare il bombardiere che volava a bassissima quota andandosi a schiantare sull'isola di Montecristo. Il mare era troppo agitato e il motoveliero, non potendo avvicinarsi a Montecristo, proseguì verso la sua destinazione; da Porto Santo Stefano partì l'allarme verso la Capitaneria di Porto di Livorno, che inviò due corvette nelle acque dell'isola. Anche queste due navi, per le pessime condizioni del mare, poterono salpare solo alle 16:00. Nel frattempo si svolse un'imponente opera di soccorso: la portaerei statunitense Kearsarge affiancata da sette cacciatorpediniere e da una delle due corvette italiane inviate da Livorno. Un Supermarine Seafire decollato dalla portaerei inglese HMS Triumph aveva avvistato i resti del TX269 sulle rocce dell'alta Valle di Santa Maria, nel versante sudoccidentale di Montecristo. Immediatamente, dalla stessa portaerei partì una squadra di ricerca sull'isola e furono rinvenuti i resti del TX269 e dei sette occupanti, i cui corpi vennero recuperati e poi, nel pomeriggio di domenica 5 settembre, sepolti con gli onori militari nelle acque dell'isola dalla portaerei HMS Triumph.
Tra l'equipaggio si ricordano il pilota Arthur, il secondo pilota Kingsley, il sottufficiale S.J. Herd, il navigatore Barthorpe e il mitragliere Dickens.

## La cronaca
L'Unità di domenica 5 settembre 1948 riportava:
«Un motoveliero che navigava verso Porto Santo Stefano ha avvistato stamani (4 sett.) un aereo che volando a bassissima quota andava a sbattere sulla scogliera dell'isola di Montecristo incendiandosi.
Per l'infuriare di un violentissimo uragano il motoveliero non poteva avvicinarsi alla costa e si dirigeva verso Porto Santo Stefano dove dava l'allarme.
La Capitaneria del Porto di Livorno disponeva subito l'invio di due corvette, ma queste non potevano partire che alle 16 del pomeriggio a causa del violentissimo uragano che impediva la navigazione.
Giungevano quindi a Porto Santo Stefano solo in serata da dove ripartiranno nelle prime ore di domani mattina per l'isola di Montecristo. Sembra che l'aereo precipitato sia inglese».